# Elymus marginatus
Elymus marginatus är en gräsart som först beskrevs av Harald Lindberg, och fick sitt nu gällande namn av Áskell Löve. Enligt Catalogue of Life ingår Elymus marginatus i släktet elmar och familjen gräs, men enligt Dyntaxa är tillhörigheten istället släktet elmar och familjen gräs.
Artens utbredningsområde är Marocko. Arten har ej påträffats i Sverige. Inga underarter finns listade i Catalogue of Life.